# Henri Bénard
Pour les articles homonymes, voir Bénard.
Henri Bénard, né le 25 octobre 1874 à Lieurey et mort le 29 mars 1939 à Neuilly-sur-Seine), est un physicien français. Il est à l'origine, dès 1900, de l'observation des cellules de Bénard.

## Carrière
Henri Bénard a soutenu sa thèse de doctorat, intitulée Les Tourbillons cellulaires dans une nappe liquide propageant de la chaleur par convection en régime permanent, le 15 mars 1901 au Collège de France. De 1922 (succédant à Paul Janet) à 1929 (remplacé par Marcel Pauthenier), il est maître de conférences-professeur sans chaire à la faculté des sciences de l'université de Paris dans le cadre du certificat PCN (1re section).
Il est ensuite chargé d'un cours de mécanique expérimentale des fluides durant l'année 1929-1930 et nommé titulaire d'une nouvelle chaire éponyme le 1er novembre 1930.